# Omhoog (lied)
Omhoog is een lied van de Nederlandse artiesten Esko en Snelle. Het werd in 2019 als single uitgebracht. 

## Achtergrond
Omhoog is geschreven door Lars Bos en Stacey Walroud en geproduceerd door Esko. Het is een nummer uit het genre nederhop. In het lied rappen de artiesten over hun succes in hun professionele carrière en hun financiën. Het nummer is de titelsong van de film Project Gio uit 2019. In de videoclip is dan ook youtuber Gio Latooy te zien, de hoofdpersoon in Project Gio. Er is ook een instrumentale versie van het lied gemaakt, welke op de B-kant van de single te vinden is.

## Hitnoteringen
De artiesten hadden succes met het lied in de hitlijsten van het Nederland. Het piekte op de twintigste plaats van de Single Top 100 en stond drie weken in deze hitlijst. De Top 40 werd niet bereikt; het lied bleef steken op de dertiende plaats van de Tipparade. 